# جینا کینگزبری
جینا کینگزبری (انگلیسی: Gina Kingsbury؛ زادهٔ ۲۶ نوامبر ۱۹۸۱) بازیکن هاکی روی یخ اهل کانادا است.